# The Boys Are Back
The Boys Are Back (Argentina: De vuelta a la vida, España: Sólo ellos) es una película dramática australiana-neozelandesa-británica de 2009 dirigida por Scott Hicks, producida por Greg Brenman y protagonizada por Clive Owen. Basada en el libro The Boys are Back In Town ("Los chicos están de vuelta"), de Simon Carr, la cinta cuenta con una banda sonora compuesta por la música de Hal Lindes y Sigur Rós.

## Sinopsis
Joe Warr (Clive Owen) es un escritor deportivo británico que vive en Australia con su segunda esposa, Katy (Laura Fraser), y su joven y excéntrico hijo, Artie (Nicholas McAnulty). Cuando a Katy se la diagnostica con cáncer y fallece, Joe supera las responsabilidades de ser un padre viudo gracias a la ayuda del espíritu de su amada esposa.
Joe invita a su hijo adolescente, perteneciente a su primer matrimonio, Harry (George MacKay), a que viaje para Australia y viva con él por un tiempo. A pesar de que Harry al comienzo está molesto por la escasez de disciplina que existe en la casa, finalmente termina llevándose bien y logra una fuerte relación con su hermanastro Artie.
Cuando Joe se ve obligado a dejar a sus dos hijos solos en la casa por una noche, por motivos laborales, unos adolescentes del barrio meten en la casa a un grupo de invitados, en contra de la voluntad de ambos chicos.
Con la casa saqueada, Harry vuela de regreso a Inglaterra. Joe y Artie llegan después de él y luego de un tiempo lo convencen a Harry para que se mude a Australia por tiempo completo.
Joe se ha acercado a sus dos hijos, pero continúa criándolos con la misma escasez de disciplina que antes.

## Protagonistas
- Clive Owen como Joe Warr.
- Laura Fraser como Katy.
- Emma Lung como Mia.
- Nicholas McAnulty como Artie.
- George MacKay como Harry.
- Julia Blake como Bárbara.
- Emma Booth como Laura.
- Erik Thomson como Digby.
- Natasha Little como Flick.
- Alexandra Schepisi como Madre.
- Adam Morgan como Periodista.
- Tommy Bastow como Ben.